# Bielawa
Bielawa (udtale: [bʲɛˈlava]  ( hør) tysk: Langenbielau;) er en by  i  den sydlige del af  Voivodskabet Nedre Schlesien i det sydvestlige Polen.  Byen  har 28.896(2021) indbyggere og et areal på 36,21  km².  Den er en del af   powiatet (amt) Dzierżoniów. Bielawa ligger i en højde på mellem 280 og 964 moh. i Uglebjergene. Byen er et turistmål året rundt; dets udendørs attraktioner omfatter fire store vandrestier af varierende sværhedsgrad i en 80 km² stor park samt cykelstier og skilifte.

## Historie
Den ældste kendte omtale af Bielawa går tilbage til 1288, hvor den var en del af det fragmenterede Piast-regerede Polen. Dens navn er af polsk oprindelse og er afledt af ordet biela, bila, nuværende polske biała ("hvid") .
I 1720 blev det første murstenshus bygget i landsbyen, og i 1741 blev den erobret og efterfølgende annekteret af Preussen. I 1805 grundlagde Christian Dierig et væveri (Christian Dierig AG). Under Napoleonskrigene blev landsbyen besat af Frankrig. I 1844 var det stedet for Schlesiske væveropstand i 1844 (en), der blev brutalt knust af preusserne. Fra 1871 til 1945 var den en del af Tyskland. I 1891 åbnede jernbanelinjen Dzierżoniów–Bielawa. I 1924 opnåede Bielawa stadsrettigheder. Under Anden Verdenskrig etablerede tyskerne FAL Langenbielau II, en |underlejr af Gross-Rosen koncentrationslejr i byen. I 1945 blev det erobret af sovjetter og til sidst genintegreret med Polen. Græske flygtninge fra den græske borgerkrig, bosatte sig i Bielawa i 1950'erne.

## Gallery
- Parkowa bakken og Bielawa-søen
- Marias himmelfartskirke
- Pension Leśny Dworek
- Palads
- Rådhus
- Bypark i Bielawa
- swimming pool "Aquarius" i Bielawa
- Monument af Pave Johannes Paul 2. i Bielawa
- Sø i Bielawa